# 沢柳廸子
沢柳 廸子（さわやなぎ みちこ、1941年5月31日 - ）は、日本の女優。大阪府出身。東京俳優生活協同組合所属。

## 人物
身長158cm。体重53kg。特技はヨガ。
かつては舞台芸術学院、東京演劇アンサンブルに所属していた。

## 出演作品

### テレビドラマ

#### NHK
- 大河ドラマ / 獅子の時代（1980年） - 城内の女
- 銀河テレビ小説 / 新・東京物語（1982年）
- 連続テレビ小説
  - おしん（1984年）
  - ひまわり（1996年）
  - 天うらら（1998年）
- はばたけ6年（1993年 - 1995年） - 玲子の伯母
- ピュア! 〜一日アイドル署長の事件簿〜（2019年）

#### 日本テレビ
- 太陽にほえろ!
  - 第251話「辞表」（1977年）
  - 第272話「秘密」（1977年）
  - 第442話「引金に指はかけない」（1981年）
  - 第503話「山さんとラガー」（1982年）
  - 第548話「金曜日に会いましょう」（1983年）
  - 第630話「必死のマミー」（1984年）
  - 第640話「妻への疑惑」（1985年）
  - 第670話「ドック潜入! 泥棒株式会社」（1985年）
  - 第683話「獲物は狩人を誘う」（1986年）
- 大都会シリーズ
  - 大都会 PARTII（1977年）
    - 第9話「おとり」
    - 第16話「兇悪犯脱獄」

  - 大都会 PARTIII（1978年）
- 青春ド真中!（1978年）
- ゆうひが丘の総理大臣（1979年）
- ちょっとマイウェイ（1979年）
- 西遊記II（1979年）
- 熱中時代（1980年） - 母親
- 新五捕物帳（1982年）
- 誇りの報酬（1986年）
- 火曜サスペンス劇場
  - 松本清張スペシャル・渡された場面（1987年）
  - 松本清張スペシャル・やさしい地方（1988年）
  - 弁護士・朝日岳之助1（1989年）
  - 小京都ミステリー
    - 第2作（1990年） - 犬と散歩中の女性
    - 第12作（1995年）
- 木曜ゴールデンドラマ / ここの岸より（1987年）
- はだかの刑事（1993年）
- 失楽園（1997年）
- 戦友

#### TBS
- ありがとう 第2シリーズ（1972年）
- 刑事くん 第3部（1975年）
- グッドバイ・ママ（1976年）
- 赤いシリーズ
  - 赤い絆（1978年）
  - 赤い魂（1980年）
- 薔薇海峡（1978年）
- たとえば、愛（1979年）
- 噂の刑事トミーとマツ
  - 第1シリーズ
    - 第3話「女装で迫るトミーとマツ」（1979年） - 動物園清掃婦
    - 第57話「トミマツ腰抜け、女は魔物だ!!」（1981年）

  - 第2シリーズ 第25話「ネス湖の怪獣? トミーの水中変身」（1982年） - 主婦
- 3年B組金八先生（1979年 - 1980年） - 吉村ふみ
- 天皇の料理番（1980年）
- 秘密のデカちゃん 第18話「困ったわ!!隣りのオバサマ新登場」（1981年）
- 花王愛の劇場
  - 夫婦（1982年）
  - 流れる星は生きている（1982年）
- ガラスの知恵の輪（1982年）
- 不良少女とよばれて（1984年）
- 風にむかってマイウェイ（1984年）
- スクール☆ウォーズ 〜泣き虫先生の7年戦争〜（1984年） - 大木芳子
- うちの子にかぎって…2（1985年） - PTA役員
- 好色一代男（1986年）
- 旦那さま大事（1986年）
- 魔夏少女（1987年）
- 愛と憎しみの河（1988年）
- 東芝日曜劇場 第1658回「鳩のいる風景」（1988年）
- オイシーのが好き!（1989年）
- ドラマチック22 / 改札口（1990年）
- ふぞろいの林檎たち（1991年）
- 恋の神様（2000年）
- 月曜ゴールデン / おふくろ先生の診療日記
- 渡る世間は鬼ばかり

#### フジテレビ
- 江戸の旋風
  - 同心部屋御用帳 江戸の旋風（1975年）
  - 新・江戸の旋風（1980年）
- 三日月情話（1976年）
- 渚より愛をこめて（1976年）
- 赤とんぼ（1978年）
- 白い巨塔（1978年）
- 大捜査線（1980年）
- 女商一代 やらいでか!（1981年）
- 日本のおんなシリーズII 春の翳（1981年）
- ピーマン白書（1981年）
- 暁に斬る!（1983年）
- 恋人よ、われに帰れ Lovers Comeback to Me（1983年）
- 月曜ドラマランド / 時をかける少女（1985年）
- じゃあまん探偵団 魔隣組（1988年）
- 妻たちの劇場 / あなたにあいたくて（1993年）
- 木曜劇場 / 明るい家族計画（1995年）
- 金曜エンタテイメント
  - ヒューマンドラマシリーズ1「乳房再建」（1997年）
  - ダブルカップル探偵（1999年）
  - 森村さんちの推理な食卓
- 幸福の明日（2000年）
- レッド（2001年）
- 人にやさしく（2002年）
- 0号室の客（2009年）

#### テレビ朝日
- 破れ傘刀舟悪人狩り
  - 第52話「大江戸火焔太鼓」（1975年）
  - 第74話「禁じられた十字架」（1976年） - 松乃
- アクマイザー3（1975年） - 野田オサムの母
- 特別機動捜査隊（1976年） - 女店員
- スーパー戦隊シリーズ
  - 秘密戦隊ゴレンジャー（1976年） - 黒田博士の妻
  - 電子戦隊デンジマン（1980年） - 浩の母
- 若さま侍捕物帳（1978年） - おまさ
- 俺はおばれはっちゃく（1979年）
- 特捜最前線
  - 第183話「未熟児を棄てた女!」（1980年）
  - 第425話「あるサラリーマンの死!」（1985年）
  - 第451話「暴走・ロード募金殺人行?!」（1986年）
  - 第461話「不純異性交遊殺人事件!」（1986年）
  - 第490話「青い殺意・優しい放火魔!」（1986年）
- ザ・ハングマン 燃える事件簿（1980年）
- 走れ!熱血刑事（1981年）
- 私鉄沿線97分署（1986年）
- はぐれ刑事純情派
  - （1988年）
  - （1989年）
  - （1994年）
- ゴリラ・警視庁捜査第8班（1990年）
- 特警ウインスペクター（1990年） - 川辺の妻
- 代表取締役刑事（1991年）
- さすらい刑事旅情編（1993年）
- 土曜ワイド劇場
  - 家政婦は見た!
  - 京都南署鑑識ファイル1（2005年） - 春木

#### テレビ東京
- スパイダーマン（1979年） - 春田先生
- 大江戸捜査網 第3シリーズ
  - 第443話「女郎花流転 禁断の白い罠」（1982年）
  - 第482話「子の刻参上! 帰って来た鼠小僧」（1983年）
- 女と愛とミステリー / 消えた花嫁～天竜・伊那殺人渓谷（2003年） - 小林てる子
- ウルトラQ dark fantasy（2004年） - おばさん

### テレビ番組
- ためしてガッテン（NHK）
- 美の巨人たち（テレビ東京）
- たけしの健康エンターテインメント!みんなの家庭の医学（テレビ朝日）
- 爆報!THEフライデー（2019年、TBS）

### 映画
- 若者の旗（1970年） - 木口
- テケテケ（2009年）
- ボックス!（2010年）※「沢柳みち子」名義

### 舞台
- チーム・クレセント朗読劇場VOL.5 『自由なる魂の果てに〜もう一人のアマデウス〜』（2016年）

### ラジオ
- 私の本棚「ファミリービジネス」（NHK）
- SOUNDS OF STORY〜ASADA JIRO LIBRARY〜（J-WAVE）
- NISSAN あ、安部礼司〜BEYOND THE AVERAGE（2021年、TOKYO FM） - 女将さん